# 최재혁 (아나운서)
최재혁(崔在爀, 1961년 9월 7일 ~ )은 문화방송의 아나운서로 입사하여 «세계로 가는 장학퀴즈», «테마기획 정보뱅크», «최재혁의 음악편지», «청소년을 위한 음악회», «MBC뉴스», «테마기획 탈출IMF», «TV로 보는 세계», «파워! 소비자 세상», «행복가득 실속정보»등을 진행하였다. 그리고 2001년부터 2011년까지 한글날 특집 다큐멘터리를 기획하고 제작하였다. 특히 2001년도에는 태국 라후족에게 라후식 한글을 전파하여 우리 한글의 독창성과 우수성을 알렸고, 2006년도에는 이상봉 디자이너와 함께 프랑스 프레타포르테prêt-à-porter 패션쇼에 한글 의상을 선보이며 같은 해인 2006년에 캐더린 스티븐슨 전 주한 미국 대사, 디자이너 이상봉과 함께 한글학회 홍보대사에 선임되었다. 2009년 제작한 다큐멘터리 '말의 힘'은 유튜브에 조회수 260만회를 기록하기도 하였다. 아나운서 제작 1부장과 아나운서 국장을 역임하였고, 이 기간 중 주말 예능인 «일밤»의 아나운서 오디션 프로인 «신입사원»을 제작하였다. 이후 미래방송 연구 실장과 기획사업 국장을 역임했고, 특보로 재직 중인 2015년에는 국내 최초의 방송 테마파크인 'MBC월드'를 기획 제작했다.

## 학력
- 1977년 ~ 1980년 : 오산고등학교 졸업
- 1980년 ~ 1986년 : 한국외국어대학교 터키어 학사

## 경력
- 1986년 11월 : MBC 아나운서국 입사
- 2000년 : MBC 편성국 외주제작1부 차장
- 2002년 : 한국아나운서협회 사무국장
- 2004년 ~ 2008년 : MBC 아나운서협회 회장
- 2006년 3월 : MBC 아나운서국 우리말담당
- 2007년 ~ 2010년 : MBC 아나운서1부 부장
- 2008년 : 여의도클럽 기획이사
- MBC 아나운서국 우리말담당 부장대우
- 2010년 6월 ~ 2013년 : MBC 아나운서 국장
- 2013년 ~ 2013년 : MBC 글로벌사업본부 용인드라미아디자인국장
- 2013년 5월 ~ 2014년 : MBC 미래방송연구실장
- 2014년 3월 ~ 2014년 : MBC 기획사업국장
- 2014년 10월 ~ 2017년 : MBC 사장특보
- 2015년 ~ 2017년 : 혈액암협회 이사
- 2015년 ~ 2017년 : VR산업협회 부회장
- 2017년 3월 ~ 2018년 3월 : 제주MBC 대표이사 사장
- 2021년 12월 ~ 2022년 1월: 국민의힘 살리는 선거대책위원회 홍보미디어총괄본부 미디어본부 부본부장
- 2023년 11월 ~ 2025년 6월: 대통령비서실 홍보기획비서관

## 수상
- 2001년 외주제작자 협회 대상
- 2001년 독립제작자협회 대상
- 2001년, 2006년 방송통신위원회 '이달의 좋은 프로그램상'
- 2005년 독립제작자협회 비드라마부문 최우수상
- 2005년 한글학회 공로상
- 2006년 한국어문상 문화관광부 장관상
- 2007년 국무총리 표창

## 제작한 프로그램
- MBC 2001년 <<한글, 라후 마을로 가다>>
- MBC 2003년 <<한글, 위대한 문자의 탄생>>
- MBC 2005년 <<천년의 리더쉽, CEO세종>>

## 저서
- «백성을 섬긴 왕, 세종이 꿈꾼 나라» (2014년) ISBN 9788959402977